# Max Odoy
Max Odoy (* 26. Juni 1886 in Siemianowitz, Oberschlesien; † 8. Januar 1976 in Limeshain) war ein deutscher Maler, Grafiker und Buchillustrator.

## Leben
Odoy wuchs in Kattowitz auf und besuchte dort bis 1905 die Oberrealschule. Anschließend studierte er an der Königlich Kunst- und Kunstgewerbeschule (ab 1911 Kunstakademie) zu Breslau bei Arnold Busch und Eduard Kaempffer. An dieser Schule führte er selbst später Zeichenkurse für Lehrer. Nach 1918 war er Zeichenlehrer am Gymnasium zum Heiligen Geist in Breslau.
Er war Mitgründer des „Bundes für Bildende Kunst“ in Oberschlesien und Mitglied des „Künstlerbundes Schlesien“, hier speziell der „Gruppe 1922“. Er lebte in Breslau und malte Landschaften, figurale Szenen, Porträts und Akte. Beliebt waren auch seine Illustrationen von Kinderbüchern.
1945 floh er über Gera und Waida. Ab 1956 lebte er in Berlin-Wannsee, später in Hainchen / Hessen.